# HL Tau 76
HL Tau 76 (V411 Tau / WD 0416+272 / EGGR 265) és una nana blanca en la constel·lació del Taure situada a 154 anys llum de distància del sistema solar. De tipus espectral DAV5, la seua temperatura efectiva és de 11.440 K. La seua massa és de 0,575 masses solars i la seva lluminositat equival a un 0,39% de la lluminositat solar. El seu radi és un 1,62% del radi solar.
HL Tau 76 és una nana blanca polsant del tipus ZZ Ceti. Va ser descoberta per Guillermo Haro i Willem Jacob Luyten el 1961, sent la primera nana blanca variable observada, quan el 1961, Arlo O. Landolt va trobar que la seva lluentor fluctuava amb un període de 749,5 s ó 12,5 minuts. Com en altres nanes blanques polsants, la seua variabilitat prové d'ones de gravetat no-radials dins de l'estel. Observacions i anàlisis posteriors han permès trobar 43 maneres normals de pulsació, amb períodes que van des de 380 a 1.390 s. El període de rotació de l'estel és de 2,2 dies.
HL Tau 76 no ha de confondre's amb el també estel variable HL Tauri o HL Tau, estrella T Tauri de nom similar.